# Стёрджен, Уильям

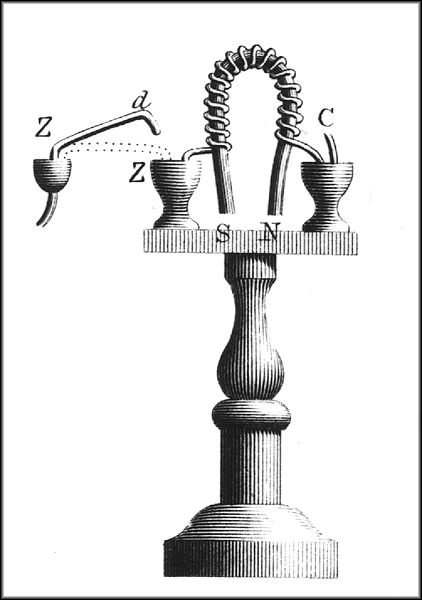
Оригинальный рисунок электромагнита У. Стёрджена из его обращения к Лондонскому королевскому обществу искусств в 1824 году. 18 витков голого медного провода на U-образном железном стержне длиной около фута и диаметром 1/2 дюйма.

Уильям Стёрджен (англ. William Sturgeon, 22 мая 1783 года — 4 декабря 1850 года) — британский физик, электротехник и изобретатель, создал первые электромагниты и изобрёл первый английский работающий электродвигатель.

## Биография
Родился в Уиттингтоне, недалеко от Канфорта, графство Ланкашир, и в детстве был учеником сапожника. Вступил в армию в 1802 году, и сам обучался математике и физике. В 1824 году стал преподавателем науки в военной семинарии Ост-Индской компании в Аддискомбе, графство Суррей, а в следующем году создал свой первый электромагнит. Он показал его силу, поднимая кусок железа весом девять фунтов (~ 4 кг) с помощью железного сердечника весом семь унций (~ 200 г), обёрнутого проводом, через который тёк ток от единственной кислотной медно-цинковой батареи. В 1825 году Стёрджен изобрёл современный компас с помощью концепции электромагнетизма. В 1828 году он реализовал на практике идею Ампера о соленоиде. 
В 1832 году был назначен лектором в Аделаидской галерее практической науки в Лондоне, где впервые продемонстрировал электродвигатель на постоянном токе. В 1836 году Стёрджен начал заниматься журналом Annals of Electricity, Magnetism and Chemistry и в том же году изобрёл гальванометр. Стёрджен был близким соратником Джона Питера Гассиота и Чарльза Винсента Уолкера, и все трое сыграли важную роль в создании Лондонского Электрического общества в 1837 году. В 1840 году он стал начальником Королевской викторианской галереи практической науки в Манчестере. Стёрджен тесно общался с Джоном Дэвисом, одним из учредителей галереи, и его студентом Джеймсом Прескоттом Джоулем. Этот круг в дальнейшем был расширен и включил Эдварда Уильяма Бинни и Джона Ли. Галерея была закрыта в 1842 году, и Стёрджен зарабатывал на жизнь лекциями и показами. Умер в Прествиче в 1850 году.